# Kontrtorpedowce typu Lampo
Kontrtorpedowce typu Lampo – włoskie niszczyciele zaprojektowane i wyprodukowane w Niemczech.
Po nieudanym „Fulmine” zdecydowano zamówić dwie serie kontrtorpedowców w zagranicznych stoczniach, jedną z nich był niemiecki typ Lampo, drugim angielski typ Nembo.
Sześć okrętów typu Lampo budowanych w niemieckiej stoczni Schichau powstało w latach 1900-1902 (Gardiner podaje lata 1899-1900).
Była to typowa dla Schichau konstrukcja z tego okresu, o niskiej dzielności morskiej. Pewną nowinką było wprowadzenie pomostu nawigacyjnego zamiast wcześniej używanych prostych kiosków.
Wszystkie sześć jednostek wzięło udział w wojnie włosko-tureckiej, w trakcie której stracono jedną z nich, „Freccia” po tym, jak weszła na mieliznę nieopodal Trypolisu 12 października 1911 roku. W latach 1915–1918 pozostałe pięć jednostek zostało zaadaptowane na minowce. W latach 1922–1924 „Euro” był używany jako okręt-cel. „Dardo”, „Lampo” i „Ostro” zostały wycofane ze służby w 1920 roku, „Euro” i „Strale” w roku 1924.